# ダニエル・シュレーレス
- ダニエル・シュレーラ

ダニエル・ロバート・シュレーレス（Daniel Robert Schlereth, 1986年5月9日 - ）は、アメリカ合衆国・アラスカ州アンカレッジ出身の元プロ野球選手（投手）。左投左打。2022年より北米独立リーグ・フロンティアリーグのジョリエット・スラマーズの監督を務めている。
父は1990年代にNFLのワシントン・レッドスキンズとデンバー・ブロンコズでガードとして活躍したマーク・シュレーレス。
メディアによっては「シュレーラ」とも表記される。

## 経歴

### プロ入り前
アラスカ州アンカレッジで生まれ、後にコロラド州ハイランズ・ランチに移住。高校時代は野球の他にアメリカンフットボールのクォーターバックとしても活躍。ネバダ大学ラスベガス校に進学したが、すぐにアリゾナ大学へ移る。アリゾナ大学では、後にタイガースでも同僚になるライアン・ペリーとチームメイトだった。
2007年のドラフト8巡目でオークランド・アスレチックスから指名されたが、この時は契約しなかった。

### ダイヤモンドバックス時代
2008年のドラフト1巡目（全体26位）でアリゾナ・ダイヤモンドバックスから指名を受け、契約金133万ドルで入団した。この年はパイオニアリーグのルーキー級ミズーラ・オスプレイで3試合、A級サウスベンド・シルバーホークスで7試合に登板した。
2009年はAA級モービル・ベイベアーズで好成績を残し、5月29日のアトランタ・ブレーブス戦でメジャーデビュー。メジャーでは制球難に苦しみ、21試合に登板して1勝4敗・防御率5.89だった。

### タイガース時代
2009年12月9日、ニューヨーク・ヤンキースを含めた大型三角トレードで、デトロイト・タイガースへ移籍した。
2010年はAAA級トレド・マッドヘンズで開幕を迎えたが、7月2日にメジャー昇格。
2011年は自己最多となる49試合に登板。
2012年オフにノンテンダーFAとなった。

### タイガース退団後
2012年12月18日にボルチモア・オリオールズとマイナー契約を結んだ。
2013年12月18日にピッツバーグ・パイレーツとマイナー契約を結んだ。
2014年6月24日に金銭トレードで、タイガースに復帰した。
2015年1月9日にタイガースとマイナー契約で再契約するが4月4日に自由契約となり、26日にシカゴ・カブスとマイナー契約を結んだ。6月7日に自由契約となる。
2016年1月13日にトロント・ブルージェイズとマイナー契約を結んだ。傘下のAA級ニューハンプシャー・フィッシャーキャッツでプレーし、15試合に登板して0勝2敗・防御率4.32・11奪三振の成績を残した。6月30日に自由契約となった。12月12日にセントルイス・カージナルスとマイナー契約を結んだ。
2017年開幕前にカージナルスを解雇となり、4月9日にマイアミ・マーリンズとマイナー契約を結ぶ。
2018年5月6日に独立リーグ・アトランティックリーグのロングアイランド・ダックスと契約。6月2日にマイナー契約でシアトル・マリナーズに移籍。オフの11月2日にFAとなった。
2019年1月14日にボストン・レッドソックスとマイナー契約を結んだが、開幕前の3月21日に自由契約となった。5月31日にアトランティックリーグのシュガーランド・スキーターズと契約。シーズン終了後に退団。

### 現役引退後
2022年2月、北米独立リーグ・フロンティアリーグのジョリエット・スラマーズの監督に就任した。

## 詳細情報

### 年度別投手成績
| 年 度     | 球 団     | 登 板 | 先 発 | 完 投 | 完 封 | 無 四 球 | 勝 利 | 敗 戦 | セ 丨 ブ | ホ 丨 ル ド | 勝 率 | 打 者 | 投 球 回 | 被 安 打 | 被 本 塁 打 | 与 四 球 | 敬 遠 | 与 死 球 | 奪 三 振 | 暴 投 | ボ 丨 ク | 失 点 | 自 責 点 | 防 御 率 | W H I P |
| --------- | --------- | ----- | ----- | ----- | ----- | -------- | ----- | ----- | -------- | ----------- | ----- | ----- | -------- | -------- | ----------- | -------- | ----- | -------- | -------- | ----- | -------- | ----- | -------- | -------- | ------- |
| 2009      | ARI       | 21    | 0     | 0     | 0     | 0        | 1     | 4     | 0        | 0           | .200  | 86    | 18.1     | 15       | 1           | 15       | 1     | 1        | 22       | 4     | 0        | 13    | 12       | 5.89     | 1.64    |
| 2010      | DET       | 18    | 0     | 0     | 0     | 0        | 2     | 0     | 1        | 1           | 1.000 | 87    | 18.2     | 20       | 2           | 10       | 3     | 1        | 19       | 1     | 0        | 7     | 6        | 2.89     | 1.61    |
| 2011      | DET       | 49    | 0     | 0     | 0     | 0        | 2     | 2     | 0        | 7           | .500  | 212   | 49.0     | 36       | 6           | 31       | 3     | 5        | 44       | 6     | 0        | 20    | 19       | 3.49     | 1.37    |
| 2012      | DET       | 6     | 0     | 0     | 0     | 0        | 0     | 0     | 0        | 0           | ----  | 39    | 7.0      | 14       | 3           | 5        | 2     | 0        | 6        | 1     | 0        | 10    | 8        | 10.29    | 2.71    |
| 通算：4年 | 通算：4年 | 94    | 0     | 0     | 0     | 0        | 5     | 6     | 1        | 8           | .455  | 424   | 93.0     | 85       | 12          | 61       | 9     | 7        | 91       | 12    | 0        | 50    | 45       | 4.35     | 1.57    |

### 背番号
- 46（2009年）
- 55（2010年 - 2012年）